# The Campground Singers (lp)
The Campground Singers was het debuutalbum van de Belgische groep The Campground Singers. 
De band zou niet veel later haar naam veranderen in De Elegasten.

## Tracklist
- Harba Lori Fa
- Het Sneeuwwit Vogeltje
- Hei, Flink Soldaat
- Drinklied
- Drie Boomkens
- Intetinte
- Te Broekzele
- Ja, Laat Ons Vrolijk Wezen
- Dat Je Mijn Liefste Bent
- Annabel Lee
- En As Ek Kom te Sterwe
- Opdracht[1]

## Meewerkende artiesten
- Herman Elegast
- Herman Van Caeckenberghe
- Paul Poppe
- Ray Poppe
- Riet Bracke
- Yvan Poppe